# معهد لايبنتس للعلوم البحرية
معهد لايبنتس للعلوم البحرية Leibniz Institute of Marine Sciences هو معهد للبحوث العلمية المتعلقة بالبحار يقع في مدينة كيل في شمال ألمانيا.
تأسس عام 2004 من دمج معهد علوم البحار مع مركز بحوث العلوم الجيولوجية البحرية، وبتمويل مشترك من الحكومتين الاتحادية والإقليمية.
وتدور البحوث في أربع مجالات: الدورة البحرية وديناميكية المناخ – البيوجيوكيميائية البحرية – البيئة البحرية – ديناميكيات قاع المحيط. وللمعهد عدة سفن وقوارب، كما يدير الحوض البحري في كيل.

## معرض صور

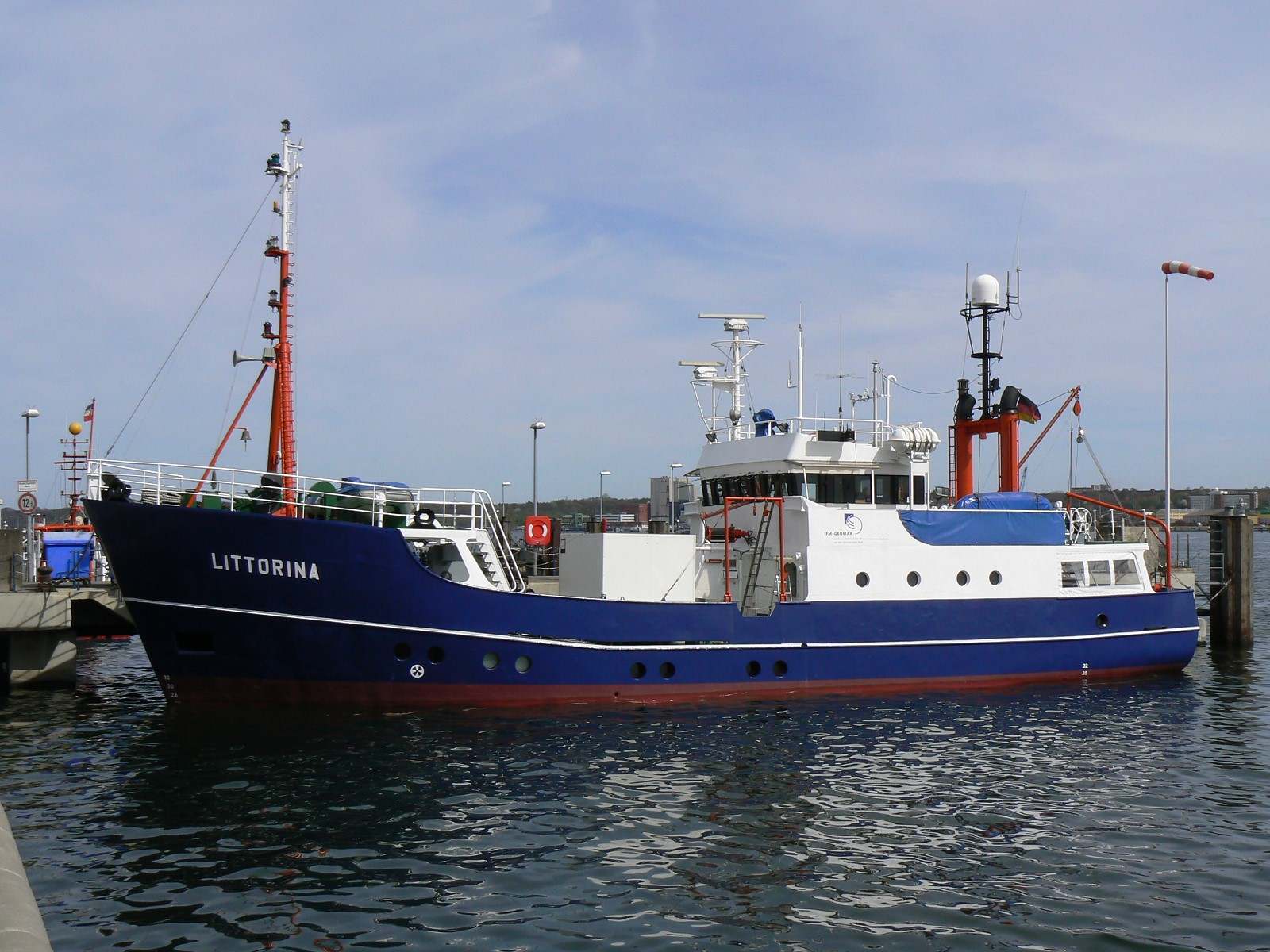
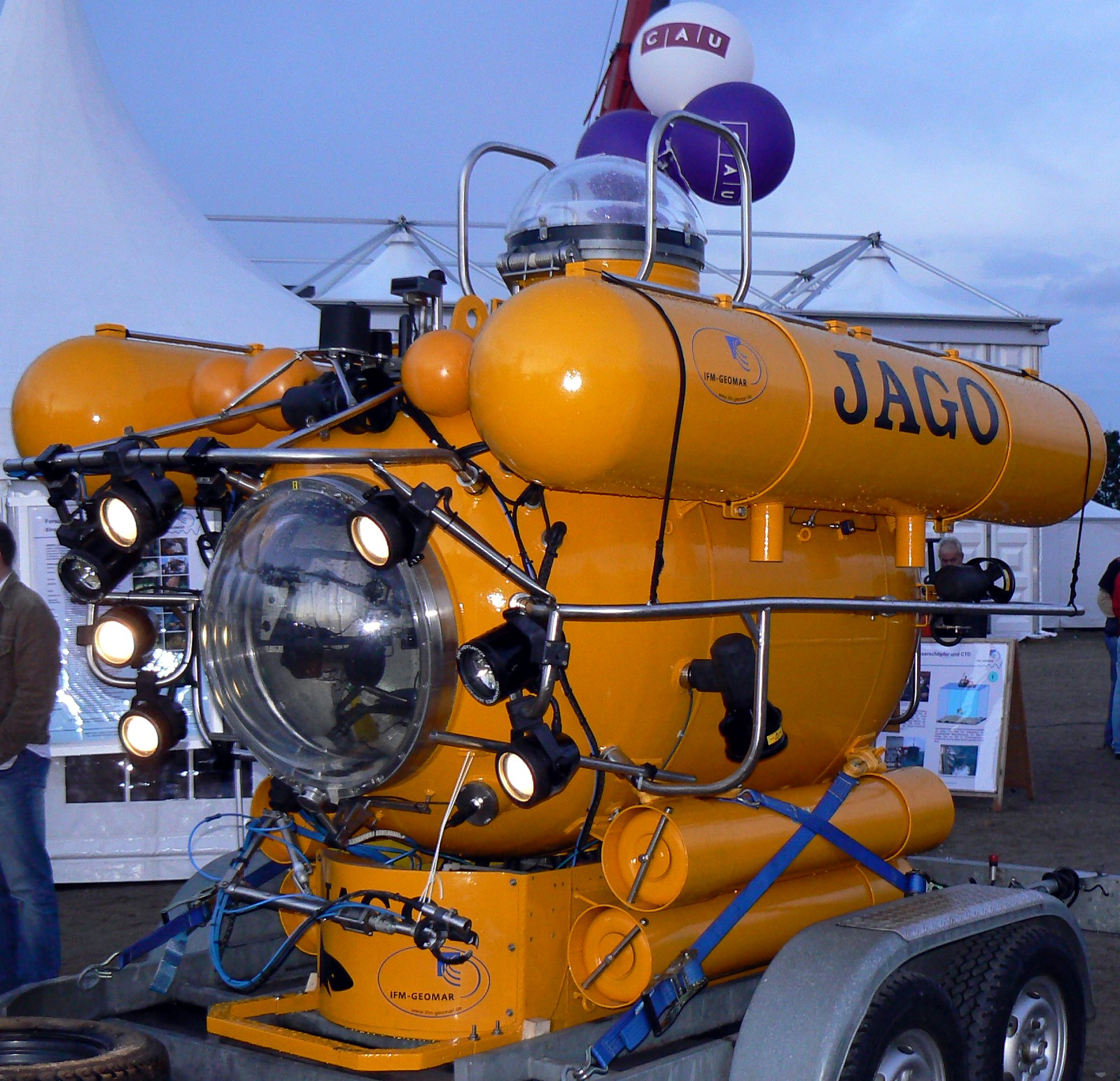
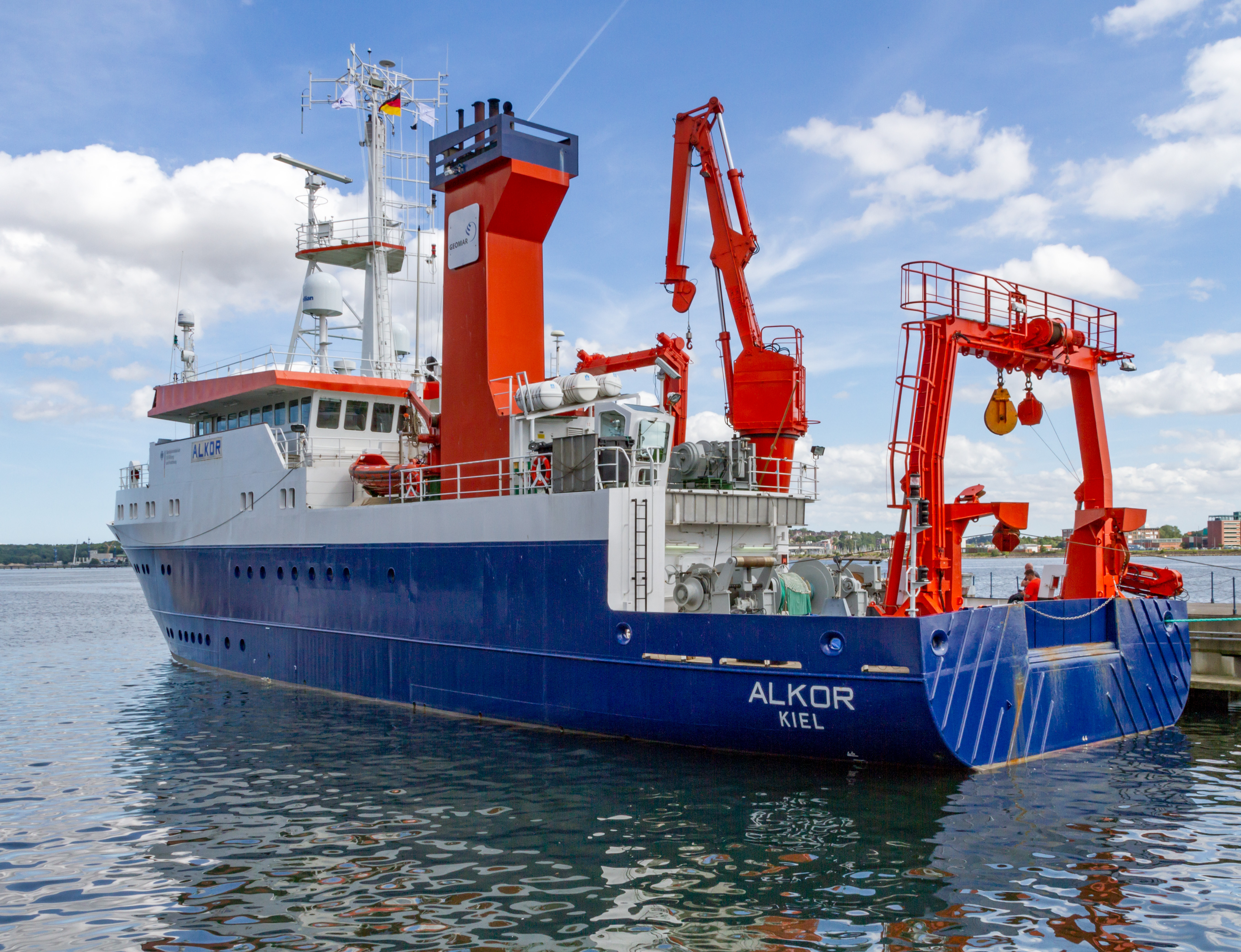
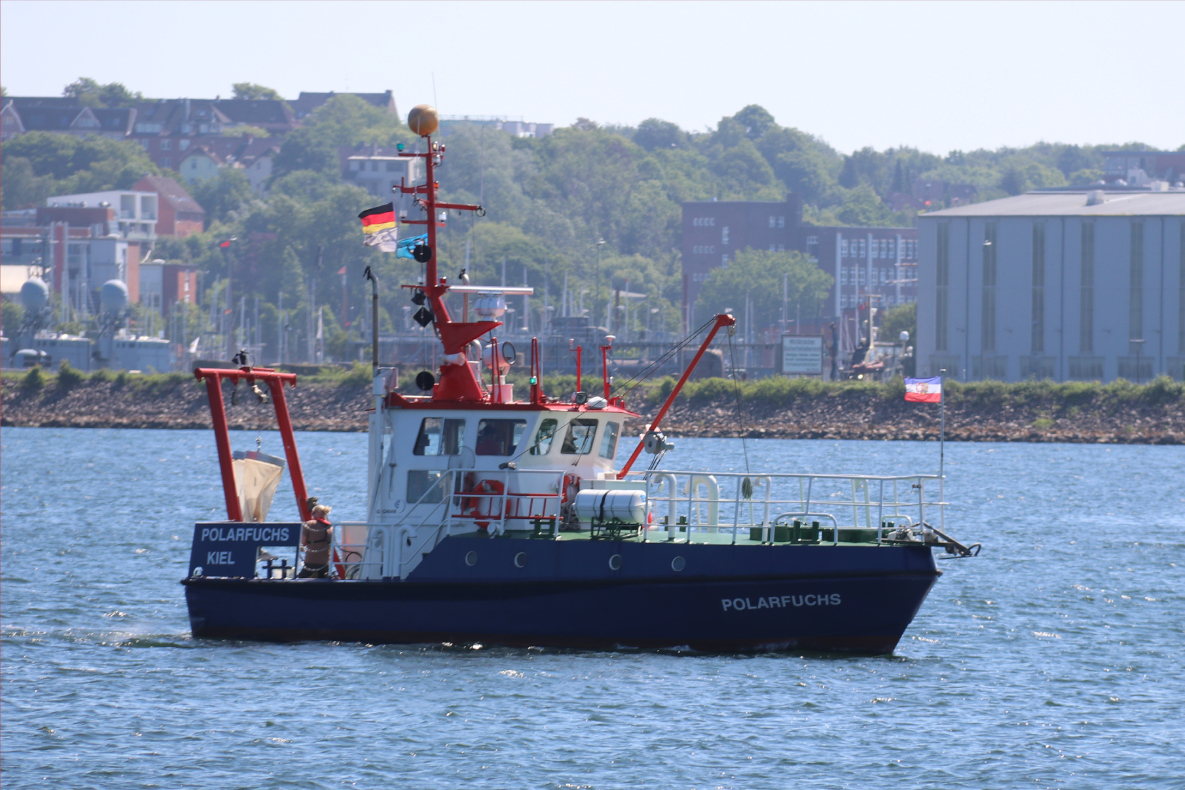